# ミドリツバメ
ミドリツバメ（緑燕、学名：Tachycineta bicolor ）は、スズメ目ツバメ科に分類される鳥類の一種。

## 分布
アラスカから北アメリカ北部で広く繁殖し、冬期はメキシコ、中央アメリカ、西インド諸島などに渡って越冬する。まれに西ヨーロッパまではぐれてしまうこともある。
日本では、1962年に北海道襟裳岬で灯台に衝突して死亡した個体1羽の採集記録がある迷鳥
。

## 形態
体長は約13.5cm、体重は約20g。くちばしは小さい。ミドリツバメの成鳥は背面がツヤのある青緑色で腹部は白色である。尾はとても細く分かれている。

## 生態
水辺の森に生息し、枯れ木の樹洞等に営巣する。渡りの時期には大きな群れを作り、平地でも普通に観察されるという。鳴き声は「クウィー」「ク、ク、ク」など。